# 한국특강
한국특강(韓國特鋼)은 대한민국의 특수강 기업이다. 본사는 경상남도 함안군 칠서면 공단동길 98에 위치해 있으며, 사상공장, 녹산공장, 서울영업소를 가지고 있다. 대표이사는 한길구이다.

## 사업
철강 압연제품인 앵글, 평강, 이형형강, 봉강 등의 제조 및 판매 사업을 영위한다.

## 같이 보기
- 현대제철
- 동국제강
- 대한제강
- 한국철강
- 한국제강
- 와이케이
- 환영철강

## 참고문헌
1. ↑  한국특강 철근 주문 쇄도..."없어서 못 팔아요", D뉴스, 2023-03-22
2. ↑  한국특강 수주공시 - 조달물자공급계약-철근콘크리트용 봉강(이형봉강) 1,316.1억원 (매출액대비 15.85 %), 한국경제, 2024년 5월 9일